# Garie
Kang Hee-gun, född 24 februari 1978, mer känd under sitt artistnamn Gary, är en sydkoreansk sångare. 

## Diskografi

### Album
- Leessang Unplugged
- AsuRa BalBalTa
- HEXAGONAL
- Baekahjeolhyun (伯牙絶絃, 백아절현)
- Black Sun
- Library Of Soul
- Leessang Special
- Jae, Gyebal (재,계발)
- Leessang Of Honey Family